# Pehr Gustaf Alander
Pehr Gustaf Alander, född 29 januari 1807 i Stenums församling, Skaraborgs län, död 1 juli 1874 i Släps församling, Hallands län (folkbokförd i Skara stadsförsamling, Skaraborgs län), var en svensk skolman, läroboksförfattare och riksdagsman.
Alander blev filosofie magister i Uppsala 1833, lektor i historia vid Skara gymnasium 1840, var rektor vid högre elementarläroverket i Skara 1857–1868 och 1871–1872. Alander författade även ett flertal läroböcker i svensk och allmän historia.
Vid riksdagen 1862/63 var han riksdagsman i borgarståndet för Skara stad, Mariestads stad och Alingsås stad. Han var då bland annat ledamot i expeditionsutskottet.